# Erica polifolia
Erica polifolia är en ljungväxtart som beskrevs av Richard Anthony Salisbury och George Bentham. Erica polifolia ingår i släktet klockljungssläktet, och familjen ljungväxter. Utöver nominatformen finns också underarten E. p. augustata.